# Santa Vitória do Palmar
Santa Vitória do Palmar – miasto i gmina w Brazylii, w stanie Rio Grande do Sul. Znajduje się w mezoregionie Sudeste Rio-Grandense i mikroregionie Litoral Lagunar.